# Capitellum parvicruzae
Capitellum parvicruzae es una especie de escamosos de la familia Scincidae.

## Distribución geográfica
Es endémica de la isla de Santa Cruz (Islas Vírgenes de los Estados Unidos).

## Estado de conservación
Se encuentra amenazada por la pérdida de su hábitat natural.